# Starzach
Starzach – miejscowość i gmina w Niemczech, w kraju związkowym Badenia-Wirtembergia, w rejencji Tybinga, w regionie Neckar-Alb, w powiecie Tybinga, wchodzi w skład wspólnoty administracyjnej Rottenburg am Neckar. Leży ok. 20 km na południowy zachód od Tybingi, przy autostradzie A81, nad rzekami Neckar i Eyach.

## Zabytki

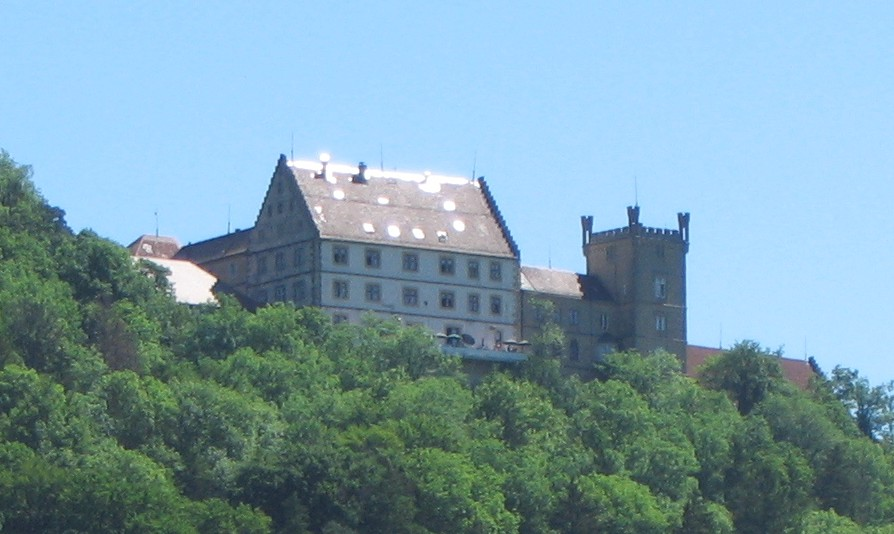
Zamek Weitemburg

- zamek Wachendorf
- zamek Weitemburg